# Pino Valenti
Pino Valenti (Italia; 1940 - Buenos Aires, Argentina; 28 de diciembre de 2015) fue un cantante de nacionalidad italiana con carrera en Argentina.

## Carrera
Valenti se hizo popular en Argentina en 1962 al integrar el programa musical juvenil Club del clan donde hacia del "Tano", por donde pasaron intérpretes como Violeta Rivas, Palito Ortega, Chico Novarro, Nicky Jones, Cachita Galán, Perico Gómez, Jolly Land, Raúl Lavié, Johnny Tedesco, Lalo Fransen, entre otros. Solía cantar los hits de los artistas triunfadores en el Festival de San Remo .
Interpretó temas como Cinco por uno, Figurita repetida, Aquel marinero, La chica del pullover, entre otras.
Fue junto a la actriz y cantante Rita Pavone, uno de los artistas italianos con más trascendencia en el país durante la década del '60.
Con la orquesta de jazz de Panchito Nolé editó simples como Dile que se ponga y María Canaria.